# Touraco de Schalow
Tauraco schalowi
Espèce
Répartition géographique
Statut de conservation UICN

 LC  : Préoccupation mineure
Statut CITES
Le Touraco de Schalow (Tauraco schalowi) est une espèce d'oiseau de la famille des Musophagidae.

## Répartition
Son aire de répartition s'étend sur l'Angola, le Botswana, la République démocratique du Congo, le Kenya, le Malawi, la Namibie, la Tanzanie, la Zambie et le Zimbabwe.